# Just Like You (chanson de Louis Tomlinson)
Pour les articles homonymes, voir Just Like You.
Just Like You est une chanson du chanteur Louis Tomlinson, sortie le 11 octobre 2017, sous les labels Syco Music, Sony Music, 78 production. 

## Contexte
Louis Tomlinson juge que la chanson est autobiographique. Dans une interview pour la radio Beats 1, le chanteur raconte : « Les fans ont vu tant de choses et ont appris à nous connaître si bien, mais je n'ai jamais vraiment eu la chance d'être aussi honnête avec la musique. C'était donc vraiment agréable. C'était juste important pour moi d'écrire une chanson qui puisse me rendre le plus humain possible, et que les fans puissent vraiment sentir que je suis comme eux - honnête, vulnérable et réel ». 

## Clip
La chanson possède un clip avec les paroles, sorti le 17 octobre 2017. La vidéo comporte des images du chanteur entrecoupées de paroles ainsi que des articles de journaux sur la politique, la santé mentale, le féminisme, la diversité, les droits LGBT, le mouvement Black Lives Matter et le mouvement MeToo, ainsi que des personnalités publiques telles que Colin Kaepernick, Malala Yousafzai et George Michael.